# 任天堂3DS系统软件
任天堂3DS系统软件是任天堂3DS的一套可升级版本固件以及前端软件。经由主机的网络连接下载更新可以令任天堂对其添加或者删除软件以及功能，所有的更新均包含之前更新的所有变更点。任天堂Switch系统软件被认为是从任天堂3DS系统软件演化而来的。

## 系统菜单
系统菜单是每一台3DS预装的软件。它允许从任天堂官方认证的游戏卡、3DS应用或DSiWare标题中引导和管理游戏。

## 任天堂3DS系统固件升级发布
3DS可透過主機設定內的系統更新，來新增更多功能、服務或修正錯誤。日本版首發3DS出廠時的版本編號是「1.1.0 - 0J型」。更新時請勿關閉主機電源或切斷無線網路，另外更新後也將無法復原。
2011年3月2日初次系統更新，版本編號是 “1.1.0 - 1J型”，主要更新如下：
- 加強整體系統的穩定性。
- 新增不知不覺通信（いつの間に通信）可接收到的訊息內容。
- 修正「Nintendo Zone」軟體的通信錯誤。
- 新增3D影片，是在「Nintendo World 2011」上樂團表演的「超級瑪利歐兄弟」主題曲的錄影。

2011年6月7日重大系統更新，版本編號是 “2.0.0 - 2J型”，主要更新如下：
- 新增線上商店「任天堂電子商店」，並含有多個軟體可供下載。
- 開放系統設定中的「軟體搬家功能」，可將DSi主機的資料轉移到3DS主機上。
- 開放「網際網路瀏覽器」。
- 新增「不知不覺通信」的設定功能。
- 加強整體系統的穩定性。
- 刪除先前“1.1.0 - 1J型”更新的3D影片（「Nintendo World 2011」上樂團表演的「超級瑪利歐兄弟」主題曲的錄影）。

2011年6月16日系統更新，版本編號是 “2.1.0 - 3J型”，主要更新如下：
- 加強整體系統的穩定性。
- 修正在“2.0.0 - 2J型”更新中，《實感賽車 3D》（リッジレーサー３Ｄ）出現的當機問題。

2011年7月26日系統更新，版本編號是 “2.1.0 - 4J型”，主要更新如下：
- 「任天堂3DS音樂」擦身通訊後將出現對方所設定的擦身通信曲目名稱。
- 加強整體內建軟體的穩定性和便利性。

2011年11月3日《超級瑪利歐3D樂園》內所包含的系統更新，版本編號是 “2.2.0 - ○J型”，主要更新如下：
- 好友列表功能調整，上線的好友將會優先顯示，使用按鍵或類比可快速翻頁，並且有「加入他正在玩的遊戲」按鈕。
- 加強整體系統的穩定性。

2011年12月7日重大系統更新，版本編號是 “3.0.0 - 5J型”，主要更新如下：
- 「任天堂3DS相機」新增3D攝影功能，影片格式為AVI。
- 「擦身通信Mii廣場」整體功能的強化，例如：新增《擦身傳說 2》、新的擦身拼圖等 。
- 「任天堂電子商店」相關功能和介面的改善，新增功能包含提供附加內容（DLC）、遊戲試玩、多線程和休眠下載等等。
- 「軟體搬家功能」開放3DS主機之間資料的轉移功能。
- 增加“2.2.0 - ○J型”更新內所增加的內容。

2011年12月22日系統更新，版本編號是 “3.0.0 - 6J型”，主要更新如下：
- 加強整體內建軟體的穩定性和便利性。

2012年4月25日重大系統更新，版本編號是 “4.0.0 - 7J型”，主要更新如下：
- 「任天堂電子商店」相關功能和介面的改善。
- 「HOME選單」增加新功能，可建立方便收納、整理軟體的資料夾。
- 加入軟體更新的功能，可藉由電子商店的「數據更新」接收來修正遊戲卡匣中的問題。
- 加強整體內建軟體的穩定性和便利性。

2012年5月15日系統更新，版本編號是 “4.1.0 - 8J型”，主要更新如下：
- 加強整體系統的穩定性。
- 加強整體內建軟體的穩定性和便利性。

2012年6月27日系統更新，版本編號是 “4.2.0 - 9J型”，主要更新如下：
- 加強「任天堂電子商店」的安全性。
- 加強整體內建軟體的穩定性和便利性。

2012年7月25日系統更新，版本編號是 “4.3.0 - 10J型”，主要更新如下：
- 加強「任天堂電子商店」的安全性。
- 加強整體內建軟體的穩定性和便利性。

2012年9月20日系統更新，版本編號是 “4.4.0 - 10J型”，主要更新如下：
- 加強整體系統的穩定性。

2012年12月5日系統更新，版本編號是 “4.5.0 - 10J型”，主要更新如下：
- 加強整體系統的穩定性和便利性。

2013年3月26日系統更新，版本編號是 “5.0.0 - 11J型”，主要更新如下：
- 加強「任天堂電子商店」的便利性。
- 支援存檔轉移工具。
- 加強整體系統的穩定性和便利性。

2013年4月5日系統更新，版本編號是 “5.1.0 - 11J型”，主要更新如下：
- 修正上一次系统更新之後少部分主機無法登錄「任天堂電子商店」以及無法進入系統設定等錯誤。

2013年6月18日系統更新，版本編號是 “6.0.0 - 12J型”，主要更新如下：
- 新增「擦身通信Mii廣場」专用擦身通信游戏（需付费下载），追加新的擦身拼圖。
- 新增下載版遊戲以及Virtual Console遊戲的存檔備份功能。
- 加強整體系統的穩定性和便利性。

2013年6月28日系統更新，版本編號是 “6.1.0 - 12J型”，主要更新如下：
- 加強整體系統的穩定性和便利性。

2013年8月6日系統更新，版本編號是 “6.2.0 - 12J型”，主要更新如下：
- 「擦身通信Mii廣場」加入中继点功能，玩家的Mii资料会暂存在路过的无线中继点供其他玩家获得，加强互动性。
- 加強整體系統的穩定性和便利性。

2013年9月13日系統更新，版本編號是 “6.3.0 - 12J型”，主要更新如下：
- 改善运行性能和安全保护

2013年12月10日系统更新，版本编號是  “7.0.0-13J型”，主要更新如下：
- 「任天堂電子商店」的更新，对应任天堂网络ID。
- 追加「Miiverse」，可以在3DS进行Miiverse的阅览和投稿。
- 追加「任天堂网络ID设定」，可以在本体设定中进行使用「Miiverse」等网络服务之际所必要的任天堂网络ID的作成作成・登录・设定変更。
- 更新「軟體搬家功能」，3DS LL/3DS主机之间的搬家次数上限解除。
- 关于游戏「更新数据」的通知机能，当新的更新数据配信的场合，启动这个游戏之际会有关于更新数据的通知发来（需要主机在可以接收随时通信的情况下）。
- 变更HOME菜单相机的启动方法，从HOME菜单启动相机的方法变为同时按下L键+R键。
- 系统的安定性和便利性提升

2013年12月19日系统更新，版本编号是  “7.1.0-14J型”，主要更新如下：
- 加強整體系統之穩定性與便利性

2014年1月23日系统更新，版本编号是  “7.1.0-15J型”，主要更新如下：
- 加強整體系統之穩定性與便利性

2014年2月27日系统更新，版本编号是  “7.1.0-16J型”，主要更新如下：
- 加強整體系統之穩定性與便利性

2014年5月13日系统更新，版本编号是  “7.2.0-17J型”，主要更新如下：
- 加強整體系統之穩定性與便利性
- 追加『保護者による使用制限』功能

2014年7月8日系统更新，版本编号是  “8.0.0-18J型”，主要更新如下：
- 加強整體系統之穩定性與便利性
- 加强网络下载更新功能之穩定性與便利性

2014年7月25日系统更新，版本编号是  “8.1.0-18J型”，主要更新如下：
- 加強整體系統之穩定性與便利性

2014年8月7日系统更新，版本编号是  “8.1.0-19J型”，主要更新如下：
- 加強整體系統之穩定性與便利性

2014年10月7日系统更新，版本编号是  “9.0.0-20J型”，主要更新如下：
- 增加HOME附加菜单、主题及更换主题功能（主题将于10月中旬开放，同期欧美版本已更新主题并可使用）
- 增加HOME菜单截屏功能
- 增加向新任天堂3DS/新任天堂3DSLL转移数据及软件功能（同期欧美版本没有提供）
- 加強任天堂eShop之便利性
- 加強整體系統之穩定性與便利性

2014年10月11日系统更新，版本编号是  “9.1.0-20J型”，主要更新如下：
- 增加HOME菜单主题及更换主题功能、提供主题商店服务
- 加強整體系統之穩定性與便利性
- 针对新任天堂3DS/LL

- 增加HOME菜单主题及更换主题功能、提供主题商店服务
- 增加任天堂eShop服务
- 增加互联网浏览器
- 增加转移数据及软件服务

2014年10月29日系统更新，版本编号是  “9.2.0-20J型”，主要更新如下：
- 加強整體系統之穩定性與便利性

2014年12月9日系统更新，版本编号是  “9.3.0-21J型”，主要更新如下：
- 增加使用HOME菜单截屏功能同时截取上下双屏的内容
- 增加使用HOME菜单主题功能时，选取多个主题并随机使用
- 加強整體系統之穩定性與便利性
- 针对新任天堂3DS/LL

- 增加amiibo设定
- 增加对9种NFC类支付卡的使用功能

2014年12月12日系统更新，版本编号是  “9.4.0-21J型”，主要更新如下：
- 加強整體系統之穩定性與便利性

2015年2月3日系统更新，版本编号是  “9.5.0-22J型”，主要更新如下：
- 加強整體系統之穩定性與便利性

2015年3月3日系统更新，版本编号是  “9.5.0-23J型”，主要更新如下：
- 加強整體系統之穩定性與便利性

2015年3月24日系统更新，版本编号是  “9.6.0-24J型”，主要更新如下：
- 增加使用HOME菜单保存及使用已设定的菜单主题
- 加強菜单主题贩售商店的便利性
- 加強整體系統之穩定性與便利性
- 针对任天堂3DS/LL

- 增加amiibo设定

2015年4月21日系统更新，版本编号是  “9.7.0-25J型”，主要更新如下：
- 加強整體系統之穩定性與便利性

2015年6月2日系统更新，版本编号是  “9.8.0-25J型”，主要更新如下：
- 加強整體系統之穩定性與便利性

2015年7月14日系统更新，版本编号是  “9.9.0-26J型”，主要更新如下：
- 加強整體系統之穩定性與便利性

2015年9月9日系统更新，版本编号是  “10.0.0-27J型”，主要更新如下：
- 加強整體系統之穩定性與便利性

2015年9月15日系统更新，版本编号是  “10.1.0-27J型”，主要更新如下：
- 加強整體系統之穩定性與便利性

2015年10月20日系统更新，版本编号是  “10.2.0-28J型”，主要更新如下：
- 加強整體系統之穩定性與便利性

2015年11月10日系统更新，版本编号是  “10.3.0-28J型”，主要更新如下：
- 加強整體系統之穩定性與便利性

2016年1月19日系统更新，版本编号是  “10.4.0-29J型”，主要更新如下：
- 加強整體系統之穩定性與便利性

2016年1月26日系统更新，版本编号是  “10.5.0-30J型”，主要更新如下：
- 加強整體系統之穩定性與便利性

2016年2月23日系统更新，版本编号是  “10.6.0-31J型”，主要更新如下：
- 加強整體系統之穩定性與便利性

2016年3月15日系统更新，版本编号是  “10.7.0-32J型”，主要更新如下：
- 加強整體系統之穩定性與便利性

2016年5月10日系统更新，版本编号是  “11.0.0-33J型”，主要更新如下：
- 加強整體系統之穩定性與便利性

2016年9月13日系统更新，版本编号是  “11.1.0-34J型”，主要更新如下：
- 加強整體系統之穩定性與便利性

2016年10月25日系统更新，版本编号是  “11.2.0-35J型”，主要更新如下：
- 加強整體系統之穩定性與便利性

2017年2月7日系统更新，版本编号是  “11.3.0-36J型”，主要更新如下：
- 加強整體系統之穩定性與便利性

2017年4月11日系统更新，版本编号是  “11.4.0-37J型”，主要更新如下：
- 加強整體系統之穩定性與便利性

2017年7月11日系统更新，版本编号是  “11.5.0-38J型”，主要更新如下：
- 加強整體系統之穩定性與便利性

2017年9月19日系统更新，版本编号是  “11.6.0-39J型”，主要更新如下：
- 加強整體系統之穩定性與便利性

2018年6月19日系统更新，版本编号是  “11.7.0-40J型”，主要更新如下：
- 加強整體系統之穩定性與便利性

2018年7月31日系统更新，版本编号是  “11.8.0-41J型”，主要更新如下：
- 加強整體系統之穩定性與便利性

2018年12月4日系统更新，版本编号是  “11.9.0-42J型”，主要更新如下：
- 加強整體系統之穩定性與便利性

2019年5月27日系统更新，版本编号是  “11.10.0-43J型”，主要更新如下：
- 加強整體系統之穩定性與便利性

2019年8月27日系统更新，版本编号是  “11.11.0-44J型”，主要更新如下：
- 加強整體系統之穩定性與便利性，修復部分漏洞

2019年11月4日系统更新，版本编号是  “11.12.0-45J型”，主要更新如下：
- 加強整體系統之穩定性與便利性，修復部分漏洞

2019年12月2日系统更新，版本编号是  “11.13.0-46J型”，主要更新如下：
- 修正瞬間交錯通信沒有運作的問題

2022年8月31日系统更新，版本编号是  “11.16.0-48J型”，主要更新如下：
- 加強整體系統之穩定性與便利性，修復部分漏洞

### 大韩民国地区韩文版
韩文版首發3DS出廠時的版本編號是 “4.0.0-0K型”
2012年4月28日系統更新，版本編號是 “4.0.0-1K型”，主要更新如下：
- 可以使用「任天堂電子商店」。
- 開放系統設定中的「軟體搬家功能」，可將DSi主機的資料轉移到3DS主機上。
- 加強整體系統的穩定性和便利性。

2012年5月15日系統更新，版本編號是 “4.1.0-2K型”，主要更新如下：
- 加強整體系統的穩定性和便利性。

2012年6月27日系統更新，版本編號是 “4.2.0-5K型”，主要更新如下：
- 開放「網際網路瀏覽器」。
- 加強整體系統的穩定性和便利性。

2012年7月25日系統更新，版本編號是 “4.3.0-6K型”，主要更新如下：
- 加強整體系統的穩定性和便利性。

2012年9月20日系統更新，版本編號是 “4.4.0-7K型”，主要更新如下：
- 「擦身通信Mii廣場」加入中继点功能。
- 加強整體系統的穩定性和便利性。

2012年12月5日系統更新，版本編號是 “4.5.0-7K型”，主要更新如下：
- 加強整體系統的穩定性和便利性。

2013年3月26日系統更新，版本編號是 “5.0.0-8K型”，主要更新如下：
- 加強「任天堂電子商店」的便利性。
- 支援存檔轉移工具。
- 加強整體系統的穩定性和便利性。

2013年4月5日系統更新，版本編號是 “5.1.0-8K型”，主要更新如下：
- 修正上一次系统更新之後少部分主機無法登錄「任天堂電子商店」以及無法進入系統設定等錯誤。

2013年6月18日系統更新，版本編號是 “6.0.0-9K型”，主要更新如下：
- 新增「擦身通信Mii廣場」专用擦身通信游戏（需付费下载），追加新的擦身拼圖。
- 新增下載版遊戲以及Virtual Console遊戲的存檔備份功能。
- 加強整體系統的穩定性和便利性。

2013年6月28日系統更新，版本編號是 “6.1.0-9K型”，主要更新如下：
- 加強整體系統的穩定性和便利性。

2013年8月6日系統更新，版本編號是 “6.2.0-9K型”，主要更新如下：
- 「擦身通信Mii廣場」加入中继点功能，玩家的Mii资料会暂存在路过的无线中继点供其他玩家获得，加强互动性。
- 加強整體系統的穩定性和便利性。

2013年9月13日系統更新，版本編號是 “6.3.0-9K型”，主要更新如下：
- 改善运行性能和安全保护

2013年12月10日系統更新，版本編號是 “6.4.0-9K型”，主要更新如下：
- 变更HOME菜单相机的启动方法，从HOME菜单启动相机的方法变为同时按下L键+R键。
- 改善运行性能和安全保护

2013年12月19日系统更新，版本编号是  “7.0.0-10K型”，主要更新如下：
- 「擦身通信Mii廣場」加入中继点功能，玩家的Mii资料会暂存在路过的无线中继点供其他玩家获得，加强互动性。
- 更新「軟體搬家功能」，3DS LL/3DS主机之间的搬家次数上限解除。
- 加強整體系統之穩定性與便利性

2014年1月23日系统更新，版本编号是  “7.1.0-11K型”，主要更新如下：
- 加強整體系統之穩定性與便利性

2014年2月27日系统更新，版本编号是  “7.1.0-12K型”，主要更新如下：
- 加強整體系統之穩定性與便利性

2014年5月13日系统更新，版本编号是  “7.2.0-13K型”，主要更新如下：
- 加強整體系統之穩定性與便利性

2014年7月8日系统更新，版本编号是  “8.0.0-14K型”，主要更新如下：
- 加強整體系統之穩定性與便利性
- 加强网络下载更新功能之穩定性與便利性

2014年7月25日系统更新，版本编号是  “8.1.0-14K型”，主要更新如下：
- 加強整體系統之穩定性與便利性

2014年8月7日系统更新，版本编号是  “8.1.0-15K型”，主要更新如下：
- 加強整體系統之穩定性與便利性

2014年10月7日系统更新，版本编号是  “9.0.0-16K型”，主要更新如下：
- 加強任天堂eShop之便利性
- 加強整體系統之穩定性與便利性

2014年12月12日系统更新，版本编号是  “9.3.0-17K型”，主要更新如下：
- 加強整體系統之穩定性與便利性

2015年2月3日系统更新，版本编号是  “9.5.0-18K型”，主要更新如下：
- 加強整體系統之穩定性與便利性

2015年3月3日系统更新，版本编号是  “9.5.0-19K型”，主要更新如下：
- 加強整體系統之穩定性與便利性

2015年3月24日系统更新，版本编号是  “9.6.0-20K型”，主要更新如下：
- 增加使用HOME菜单保存及使用已设定的菜单主题
- 加強菜单主题贩售商店的便利性
- 加強整體系統之穩定性與便利性
- 针对任天堂3DS/LL

- 增加amiibo设定

2015年4月21日系统更新，版本编号是  “9.7.0-21K型”，主要更新如下：
- 加強整體系統之穩定性與便利性

2015年6月2日系统更新，版本编号是  “9.8.0-21K型”，主要更新如下：
- 加強整體系統之穩定性與便利性

2015年7月14日系统更新，版本编号是  “9.9.0-22K型”，主要更新如下：
- 加強整體系統之穩定性與便利性

2015年9月9日系统更新，版本编号是  “10.0.0-23K型”，主要更新如下：
- 加強整體系統之穩定性與便利性

2015年9月15日系统更新，版本编号是  “10.1.0-23K型”，主要更新如下：
- 加強整體系統之穩定性與便利性

2015年10月20日系统更新，版本编号是  “10.2.0-24K型”，主要更新如下：
- 加強整體系統之穩定性與便利性

2015年11月10日系统更新，版本编号是  “10.3.0-24K型”，主要更新如下：
- 加強整體系統之穩定性與便利性

2016年1月19日系统更新，版本编号是  “10.4.0-25K型”，主要更新如下：
- 加強整體系統之穩定性與便利性

2016年1月26日系统更新，版本编号是  “10.5.0-26K型”，主要更新如下：
- 加強整體系統之穩定性與便利性

2016年2月23日系统更新，版本编号是  “10.6.0-27K型”，主要更新如下：
- 加強整體系統之穩定性與便利性

2016年3月15日系统更新，版本编号是  “10.7.0-28K型”，主要更新如下：
- 加強整體系統之穩定性與便利性

2016年3月15日系统更新，版本编号是  “10.7.0-28K型”，主要更新如下：
- 加強整體系統之穩定性與便利性

2016年5月10日系统更新，版本编号是  “11.0.0-29K型”，主要更新如下：
- 加強整體系統之穩定性與便利性

2016年9月13日系统更新，版本编号是  “11.1.0-30K型”，主要更新如下：
- 加強整體系統之穩定性與便利性

2016年10月25日系统更新，版本编号是  “11.2.0-31K型”，主要更新如下：
- 加強整體系統之穩定性與便利性

2017年2月7日系统更新，版本编号是  “11.3.0-32K型”，主要更新如下：
- 加強整體系統之穩定性與便利性

2017年4月11日系统更新，版本编号是  “11.4.0-33K型”，主要更新如下：
- 加強整體系統之穩定性與便利性

2017年7月11日系统更新，版本编号是  “11.5.0-34K型”，主要更新如下：
- 加強整體系統之穩定性與便利性

2017年9月19日系统更新，版本编号是  “11.6.0-34K型”，主要更新如下：
- 加強整體系統之穩定性與便利性

2018年6月19日系统更新，版本编号是  “11.7.0-35K型”，主要更新如下：
- 加強整體系統之穩定性與便利性

2018年7月31日系统更新，版本编号是  “11.8.0-35K型”，主要更新如下：
- 加強整體系統之穩定性與便利性

2018年12月4日系統更新，版本編號是 “11.9.0-36K型”型，主要更新如下：
- 加強整體系統之穩定性與便利性

2019年5月27日系统更新，版本编号是  “11.10.0-37K型”，主要更新如下：
- 加強整體系統之穩定性與便利性

2019年8月27日系统更新，版本编号是  “11.11.0-38K型”，主要更新如下：
- 加強整體系統之穩定性與便利性

2019年11月4日系统更新，版本编号是  “11.12.0-39K型”，主要更新如下：
- 加強整體系統之穩定性與便利性

2019年12月2日系统更新，版本编号是  “11.13.0-40K型”，主要更新如下：
- 加強整體系統之穩定性與便利性

### 台港地區繁體中文版
台港繁體中文版首發3DS出廠時的版本編號是「4.3.0-7T型」
2012年9月28日系統更新，版本編號是 “4.4.0-7T型”，主要更新如下：
- 可以使用「任天堂電子商店」。
- 「瞬間交錯Mii廣場」功能追加，新增「瞬間交錯傳說」、「拼圖收集之旅」新圖板、「幻燈秀」、「祝賀一覽表」、「音樂一覽表」。
- 加強整體系統的穩定性和便利性。

2012年12月5日系統更新，版本編號是 “4.5.0-7T型”，主要更新如下：
- 加強整體系統之穩定性與便利性

2013年3月26日系統更新，版本編號是 “5.0.0-8T型”，主要更新如下：
- 加強整體系統之穩定性與便利性

2013年4月5日系統更新，版本編號是 “5.1.0-8T型”，主要更新如下：
- 修正於部分消費者的主機上，在更新主機時出現錯誤訊息，之後無法啟動『主機設定』、『Nintendo eShop』及『活動日誌』的狀況。

2013年6月18日系統更新，版本編號是 “6.0.0-8T型”，主要更新如下：
- 加強整體系統之穩定性與便利性

2013年6月28日系統更新，版本編號是 “6.1.0-8T型”，主要更新如下：
- 加強整體系統之穩定性與便利性

2013年8月6日系統更新，版本編號是 “6.2.0 - 8T型”，主要更新如下：
- 加強整體系統的穩定性和便利性

2013年9月13日系統更新，版本編號是 “6.3.0 - 8T型”，主要更新如下：
- 加強整體系統的穩定性和便利性

系統更新，版本編號是 “6.4.0-8T”，主要更新如下：
- 加強整體系統的穩定性和便利性

系統更新，版本編號是 “7.0.0-9T”，主要更新如下：
- 刪除『軟體和資料轉移』在Nintendo 3DS/3DS XL主機間之轉移次數上限。
- 加強整體系統的穩定性和便利性

系統更新，版本編號是 “7.1.0-10T”，主要更新如下：
- 加強整體系統的穩定性和便利性

系統更新，版本編號是 “7.1.0-11T”，主要更新如下：
- 加強整體系統的穩定性和便利性

2014年5月13日系統更新，版本編號是 “7.2.0-12T”，主要更新如下：
- 加強整體系統的穩定性和便利性

2014年7月8日系统更新，版本编号是  “8.0.0-13T型”，主要更新如下：
- 加強整體系統之穩定性與便利性

2014年7月25日系统更新，版本编号是  “8.1.0-13T型”，主要更新如下：
- 加強整體系統之穩定性與便利性

2014年8月7日系统更新，版本编号是  “8.1.0-14T型”，主要更新如下：
- 加強整體系統之穩定性與便利性

2014年10月7日系统更新，版本编号是 “9.0.0-15T型”，主要更新如下：
- 加強整體系統之穩定性與便利性

2014年12月4日系统更新，版本编号是 “9.3.0-16T型”，主要更新如下：
- 加強整體系統之穩定性與便利性

2015年2月3日系统更新，版本编号是  “9.5.0-17T型”，主要更新如下：
- 加強整體系統之穩定性與便利性

2015年3月3日系统更新，版本编号是  “9.5.0-18T型”，主要更新如下：
- 加強整體系統之穩定性與便利性，修復部分漏洞

2015年3月24日系统更新，版本编号是  “9.6.0-18T型”，主要更新如下：
- 加強整體系統之穩定性與便利性，修復部分漏洞

2015年4月21日系统更新，版本编号是  “9.7.0-20T型”，主要更新如下：
- 加強整體系統之穩定性與便利性，修復部分漏洞

2015年6月2日系统更新，版本编号是  “9.8.0-20T型”，主要更新如下：
- 加強整體系統之穩定性與便利性，修復部分漏洞

2015年7月14日系统更新，版本编号是  “9.9.0-21T型”，主要更新如下：
- 加強整體系統之穩定性與便利性，修復部分漏洞

2015年9月9日系统更新，版本编号是  “10.0.0-22T型”，主要更新如下：
- 加強整體系統之穩定性與便利性，修復部分漏洞

2015年9月15日系统更新，版本编号是  “10.1.0-22T型”，主要更新如下：
- 加強整體系統之穩定性與便利性，修復部分漏洞

2015年10月20日系统更新，版本编号是  “10.2.0-23T型”，主要更新如下：
- 加強整體系統之穩定性與便利性，修復部分漏洞

2015年11月10日系统更新，版本编号是  “10.3.0-23T型”，主要更新如下：
- 加強整體系統之穩定性與便利性，修復部分漏洞

2016年1月19日系统更新，版本编号是  “10.4.0-24T型”，主要更新如下：
- 加強整體系統之穩定性與便利性，修復部分漏洞

2016年1月26日系统更新，版本编号是  “10.5.0-25T型”，主要更新如下：
- 加強整體系統之穩定性與便利性，修復部分漏洞

2016年2月23日系统更新，版本编号是  “10.6.0-26T型”，主要更新如下：
- 加強整體系統之穩定性與便利性，修復部分漏洞

2016年3月15日系统更新，版本编号是  “10.7.0-27T型”，主要更新如下：
- 加強整體系統之穩定性與便利性，修復部分漏洞

2016年5月10日系统更新，版本编号是  “11.0.0-28T型”，主要更新如下：
- 加強整體系統之穩定性與便利性，修復部分漏洞

2016年9月13日系统更新，版本编号是  “11.1.0-29T型”，主要更新如下：
- 加強整體系統之穩定性與便利性，修復部分漏洞

2016年10月25日系统更新，版本编号是  “11.2.0-30T型”，主要更新如下：
- 加強整體系統之穩定性與便利性，修復部分漏洞

2017年2月7日系统更新，版本编号是  “11.3.0-31T型”，主要更新如下：
- 加強整體系統之穩定性與便利性，修復部分漏洞

2017年4月11日系统更新，版本编号是  “11.4.0-32T型”，主要更新如下：
- 加強整體系統之穩定性與便利性，修復部分漏洞

2017年7月11日系统更新，版本编号是  “11.5.0-32T型”，主要更新如下：
- 加強整體系統之穩定性與便利性，修復部分漏洞

2017年9月19日系统更新，版本编号是  “11.6.0-32T型”，主要更新如下：
- 加強整體系統之穩定性與便利性，修復部分漏洞

2018年6月19日系统更新，版本编号是  “11.7.0-33T型”，主要更新如下：
- 加強整體系統之穩定性與便利性，修復部分漏洞

2018年7月31日系统更新，版本编号是  “11.8.0-33T型”，主要更新如下：
- 加強整體系統之穩定性與便利性，修復部分漏洞

2018年12月4日系统更新，版本编号是  “11.9.0-34T型”，主要更新如下：
- 加強整體系統之穩定性與便利性，修復部分漏洞

2019年5月27日系统更新，版本编号是  “11.10.0-35T型”，主要更新如下：
- 加強整體系統之穩定性與便利性，修復部分漏洞

2019年8月27日系统更新，版本编号是  “11.11.0-36T型”，主要更新如下：
- 加強整體系統之穩定性與便利性，修復部分漏洞

2019年11月4日系统更新，版本编号是  “11.12.0-37T型”，主要更新如下：
- 加強整體系統之穩定性與便利性，修復部分漏洞

2019年12月2日系统更新，版本编号是  “11.13.0-38T型”，主要更新如下：
- 加強整體系統之穩定性與便利性，修復部分漏洞

2022年8月31日系统更新，版本编号是  “11.16.0-40T型”，主要更新如下：
- 加強整體系統之穩定性與便利性，修復部分漏洞

### 中国大陆地区简体中文版
出厂系统的版本标号为 “4.4.0-0C”，无任天堂e-shop。
2012年12月5日系统更新，版本号为“4.5.0-0C”，主要更新如下：
- 改善运行性能和安全保护

2013年3月26日系统更新，版本号为“5.0.0-1C”，更新内容：
- 修正部分用户的主机在进行主机更新时出现错误信息，之后无法启动“主机设置”及“游戏便条”的状况。
- 改善运行性能和安全保护

2013年6月18日系統更新，版本編號是 “6.0.0-1C型”，主要更新如下：
- 改善运行性能和安全保护

2013年6月28日系統更新，版本編號是 “6.1.0-1C型”，主要更新如下：
- 改善运行性能和安全保护

2013年8月6日系統更新，版本編號是 “6.2.0 - 1C型”，主要更新如下：
- 改善运行性能和安全保护

2013年9月13日系統更新，版本編號是 “6.3.0 - 1C型”，主要更新如下：
- 改善运行性能和安全保护

系統更新，版本編號是 “7.1.0-2C”，主要更新如下：
- 改善运行性能和安全保护

2014年5月13日系統更新，版本編號是 “7.2.0-2C”，主要更新如下：
- 改善运行性能和安全保护

2014年7月8日系统更新，版本编号是  “8.0.0-2C型”，主要更新如下：
- 改善运行性能和安全保护

2014年7月25日系统更新，版本编号是  “8.1.0-2C型”，主要更新如下：
- 改善运行性能和安全保护

2014年10月7日系统更新，版本编号是  “9.0.0-2C型”，主要更新如下：
- 改善运行性能和安全保护

2014年12月9日系统更新，版本编号是  “9.3.0-2C型”，主要更新如下：
- 改善运行性能和安全保护

2015年2月3日系统更新，版本编号是  “9.5.0-2C型”，主要更新如下：
- 改善运行性能和安全保护

2015年3月3日系统更新，版本编号是  “9.5.0-3C型”，主要更新如下：
- 改善运行性能和安全保护

2015年3月24日系统更新，版本编号是  “9.6.0-3C型”，主要更新如下：
- 改善运行性能和安全保护

2015年4月21日系统更新，版本编号是  “9.7.0-3C型”，主要更新如下：
- 改善运行性能和安全保护

2015年6月2日系统更新，版本编号是  “9.8.0-4C型”，主要更新如下：
- 改善运行性能和安全保护

2015年7月14日系统更新，版本编号是  “9.9.0-4C型”，主要更新如下：
- 改善运行性能和安全保护

2015年9月9日系统更新，版本编号是  “10.0.0-4C型”，主要更新如下：
- 改善运行性能和安全保护

2015年10月20日系统更新，版本编号是  “10.2.0-4C型”，主要更新如下：
- 改善运行性能和安全保护

2016年1月19日系统更新，版本编号是  “10.4.0-4C型”，主要更新如下：
- 改善运行性能和安全保护

2016年1月26日系统更新，版本编号是  “10.5.0-4C型”，主要更新如下：
- 改善运行性能和安全保护

2016年2月23日系统更新，版本编号是  “10.6.0-4C型”，主要更新如下：
- 改善运行性能和安全保护

2016年3月15日系统更新，版本编号是  “10.7.0-4C型”，主要更新如下：
- 改善运行性能和安全保护

2016年5月10日系统更新，版本编号是  “11.0.0-4C型”，主要更新如下：
- 改善运行性能和安全保护

2016年9月13日系统更新，版本编号是  “11.1.0-4C型”，主要更新如下：
- 改善运行性能和安全保护

2016年10月25日系统更新，版本编号是  “11.2.0-4C型”，主要更新如下：
- 改善运行性能和安全保护

2017年2月7日系统更新，版本编号是  “11.3.0-4C型”，主要更新如下：
- 改善运行性能和安全保护

2017年4月11日系统更新，版本编号是  “11.4.0-4C型”，主要更新如下：
- 改善运行性能和安全保护

2017年7月11日系统更新，版本编号是  “11.5.0-4C型”，主要更新如下：
- 改善运行性能和安全保护

2017年9月19日系统更新，版本编号是  “11.6.0-4C型”，主要更新如下：
- 改善运行性能和安全保护

2018年6月19日系统更新，版本编号是  “11.7.0-4C型”，主要更新如下：
- 改善运行性能和安全保护

2018年7月31日系统更新，版本编号是  “11.8.0-4C型”，主要更新如下：
- 改善运行性能和安全保护

2018年12月4日系统更新，版本编号是  “11.9.0-4C型”，主要更新如下：
- 改善运行性能和安全保护

2019年5月27日系统更新，版本编号是  “11.10.0-4C型”，主要更新如下：
- 改善运行性能和安全保护

2019年8月27日系统更新，版本编号是  “11.11.0-4C型”，主要更新如下：
- 改善运行性能和安全保护

2019年11月4日系统更新，版本编号是  “11.12.0-4C型”，主要更新如下：
- 改善运行性能和安全保护

2019年12月2日系统更新，版本编号是  “11.13.0-4C型”，主要更新如下：
- 改善运行性能和安全保护

## 任天堂3DS频道更新
下表包含任天堂3DS频道的更新和发布
| 发布日期                    | 地区                     | 下载 | 频道更新以及更新描述     |
| --------------------------- | ------------------------ | ---- | ------------------------ |
| 2011年7月13日               | 日本 · 歐洲 · 澳大利亚   |      | - Nintendo Video应用发布 |
| 2011年7月21日               | 美国 · 加拿大            |      | - Nintendo Video应用发布 |
| 2011年7月14日               | 美国 · 加拿大            |      | - Netflix 频道发布       |
| 2011年12月6日-2011年12月7日 | 日本 · 美国              |      | - Nintendo Zone 新增     |
| 2011年12月15日              | 欧洲联盟                 |      | - Eurosport 频道发布     |
| 2011年12月22日              | 美国 · 加拿大 · 欧洲联盟 |      | - Swapnote               |